# Messerschmitt Me 163
Chiếc Messerschmitt Me 163 Komet (Sao chổi), do Alexander Martin Lippisch thiết kế, là một máy bay tiêm kích đánh chặn của Đức gắn động cơ tên lửa. Đây là kiểu máy bay tiêm kích trang bị động cơ tên lửa duy nhất từng hoạt động trong Chiến tranh thế giới thứ hai. Cho dù là một cuộc cách mạng về kỹ thuật và tính năng bay không ai sánh được vào thời đó, nó lại tỏ ra không hiệu quả trong đánh chặn và chỉ tiêu diệt được rất ít máy bay của Đồng Minh.

## Thiết kế và phát triển
Công việc thiết kế được bắt đầu dưới sự chủ trì của Viện nghiên cứu Cánh bay Đức Quốc (DFS: Deutsche Forschungsanstalt für Segelflug). Thiết kế đầu tiên là một cải biến từ kiểu Lippisch Delta IV trước đó được biết dưới tên gọi DFS 39 và được sử dụng thuần túy như là bệ thử khung tàu lượn.
Tiếp theo, một phiên bản lớn hơn với một động cơ cánh quạt nhỏ được bắt đầu dưới tên gọi DFS 194. Phiên bản này sử dụng các bánh lái gắn ở đầu cánh, mà Lippisch cảm thấy có thể gây vấn đề ở tốc độ cao, nên sau đó ông đã thiết kế lại chúng và gắn trên cánh ổn định đứng thông thường ở phía cuối chiếc máy bay. Thiết kế bao gồm một số tính năng có được từ thế hệ tàu lượn đương thời, đáng kể là một ván trượt dùng để hạ cánh có thể thu gọn vào thân khi bay. Để cất cánh với trọng lượng nặng vì chất đầy nhiên liệu, cần có đến một cặp bánh được gắn vào đầu một trục chéo được thiết kế đặc biệt, tất cả tạo thành một "xe đẩy" gắn bên dưới ván trượt hạ cánh, nhưng chúng được thả rơi không lâu sau khi cất cánh. Nó được dự định sẽ chuyển sang kiểu động cơ lạnh Walter R-1-203 có lực đẩy 400 kg (882 lbf) một khi sẵn có.
Vào lúc này Heinkel cũng đang làm việc với Walter trên kiểu động cơ tên lửa, gắn chúng trên chiếc He 112 để thử nghiệm, và sau đó là chiếc He 176, chiếc máy bay-tên lửa đầu tiên được thiết kế theo mục đích này. Heinkel cũng được chọn để sản xuất khung máy bay của chiếc DFS 194 một khi chúng được đưa vào sản xuất, vì người ta cảm thấy rằng loại nhiên liệu bay hơi mạnh này trở nên rất nguy hiểm trong một khung máy bay bằng gỗ mà chúng có thể phản ứng. Công việc được tiếp tục dưới tên mã là Kế hoạch X.
Tuy nhiên sự phân chia công việc giữa DFS và Heinkel dẫn đến nhiều vấn đề, đáng kể là DFS gần như không có khả năng chế tạo ngay cả một khung máy bay nguyên mẫu hoàn chỉnh. Lippisch sau đó yêu cầu được rời khỏi DFS và gia nhập Messerschmitt. Vào ngày 2 tháng 1 năm 1939, ông cùng với nhóm của ông và chiếc DFS 194 đang hoàn tất một phần được chuyển sang nhà máy của Messerschmitt ở Augsburg.
Sự trì hoãn do di chuyển này lại cho phép việc phát triển động cơ bắt theo kịp, và khi đã ổn định tại Messerschmitt, người ta quyết định sẽ bỏ qua phiên bản gắn động cơ cánh quạt để chuyển thẳng lên kiểu động cơ tên lửa. Khuhng máy bay được hoàn tất tại Augsburg và được chuyển đến Peenemünde West vào năm 1940 để gắn động cơ. Cho dù động cơ tỏ ra rất kém tin cậy, chiếc máy bay lại có tính năng bay xuất sắc, đạt đến tốc độ 550 km/h (342 mph) trong một cuộc bay thử.

### Me 163 A
Việc chế tạo loạt máy bay nguyên mẫu được bắt đầu vào đầu năm 1941, được biết đến dưới tên gọi Me 163. Việc giữ bí mật nằm ở con số 163, thực ra là số hiệu của kế hoạch Messerschmitt Bf 163 trước đó nhằm chế tạo một kiểu máy bay hành khách hai chỗ ngồi hạng nhẹ vốn cạnh tranh cùng kiểu Fieseler Fi 156 Storch để dành một hợp đồng sản xuất, với suy nghĩ là các cơ quan tình báo sẽ kết luận rằng mọi liên hệ đến số hiệu này sẽ liên quan đến thiết kế trước đây. Chiếc Me 163 A V4 được chuyển đến Peenemünde để được lắp động cơ HWK RII-203 vào tháng 5 năm 1941, và vào ngày 2 tháng 10 năm 1941, chiếc Me 163 A V4, mang số hiệu gọi radio, hoặc Stammkennzeichen, "KE+SW", do Heini Dittmar điều khiển đã lập được kỷ lục thế giới về tốc độ là 1.004,5 km/h (623,8 mph). Cột mốc này đã không thể chính thức đạt được cho đến giai đoạn sau chiến tranh bởi những chiếc máy bay tiêm kích phản lực mới của Anh và Mỹ, và không vượt qua cho đến khi kiểu máy bay nghiên cứu gắn động cơ turbo-phản lực Douglas Skystreak thực hiện vào ngày 20 tháng 8 năm 1947. Năm chiếc nguyên mẫu thử nghiệm Me 163 Anton loạt A đã được chế tạo bổ sung cho chiếc DFS 194 (V1) nguyên thủy, và được tiếp nối bởi tám chiếc tiền sản xuất được đặt tên là Me 163 A-0.
Khi thử nghiệm, bộ càng đáp chính vứt được trở thành một vấn đề nghiêm trọng và làm cho nhiều máy bay bị hư hại khi cất cánh khi những bánh xe nẩy ngược lên va chạm vào chiếc máy bay. Các bộ đệm giảm xóc thủy lực cho ván trượt hoạt động kém gây chấn thương lưng cho các phi công. Vì chiếc máy bay không có hệ thống lái hay phanh khi hạ cánh, phi công không thể tránh được các vật chướng ngại. Khi ở trên mặt đất, nó chỉ có thể di chuyển được nhờ một xe đặc biệt giống như máy kéo, một chiếc Scheuschlepper có ba bánh, vì chiếc Komet lúc này không có động lực và không có bánh xe.
Khi bay thử nghiệm, khả năng lượn ưu việt của Komet nhờ kiểu cánh xuôi lại gây bất lợi cho việc hạ cánh an toàn. Chiếc máy bay sẽ hướng ngược lên không chỉ với một cú kéo nhẹ lên. Vì việc bay tiếp cận không còn động lực, không có cơ hội để hạ cánh một lần nữa nếu chiếc máy bay không thể dừng đúng sân bay. Trên những chiếc sản xuất hàng loạt được trang bị một bộ cánh nắp hạ cánh cho phép điều khiển được đôi chút quá trình hạ cánh. Tuy nhiên vấn đề này vẫn tiếp tục tồn tại trong suốt chương trình.
Dù sao tính năng bay thật dữ dội và các kế hoạch được thực hiện để phân bố các phi đội Me 163 trên khắp nước Đức theo phạm vi các vòng tròn đường kính 40 km (25 dặm). Việc phát triển một phiên bản hoạt động được đưa lên ưu tiên hàng đầu.

### Me 163 B

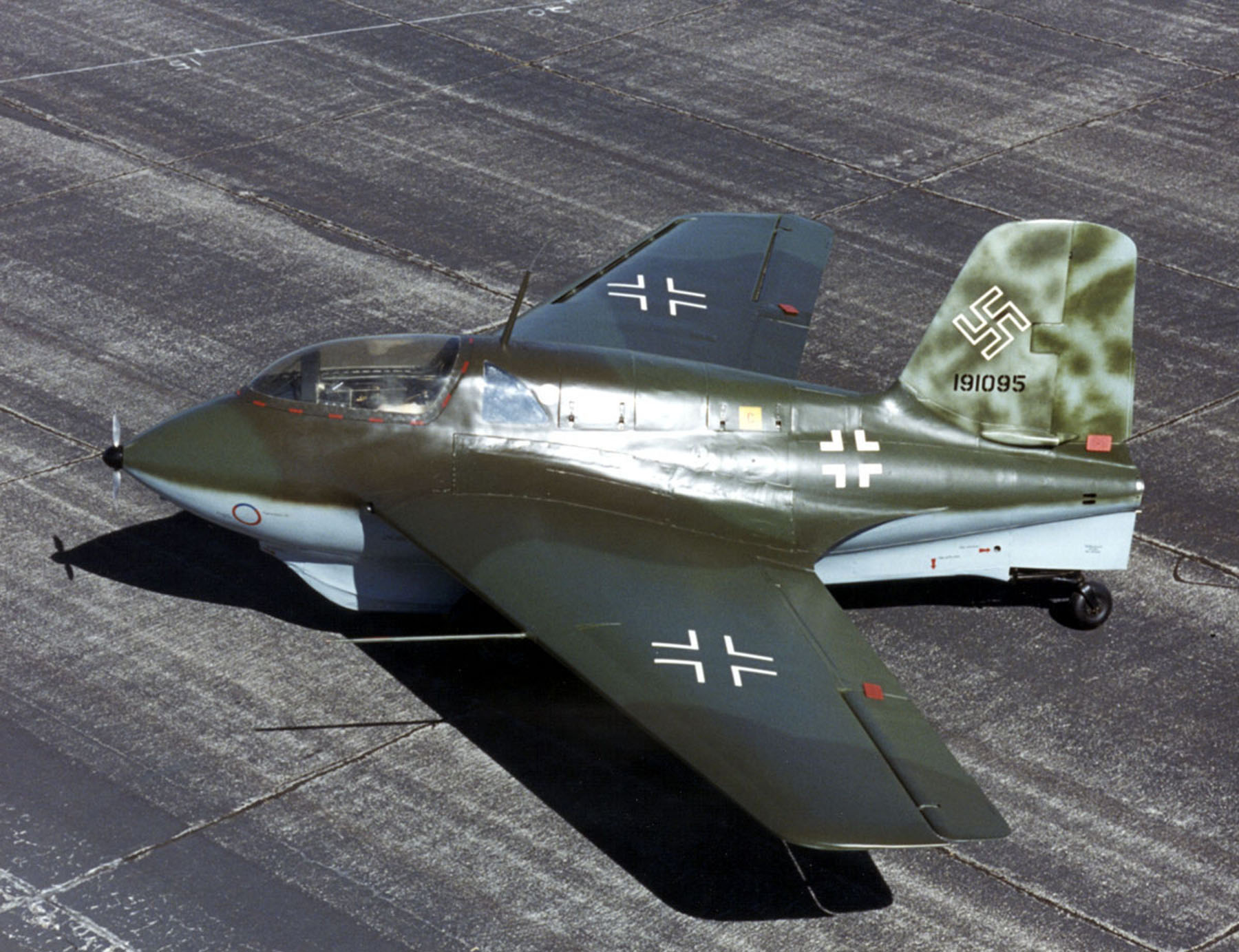
Chiếc Me 163B trưng bày tại Bảo tàng Quốc gia Không quân Hoa Kỳ.

Trong thời gian đó Walter bắt đầu làm việc trên một kiểu động cơ nóng HWK 109-509 mới hơn, sử dụng công thức nhiên liệu hypergolic, vốn bổ sung thêm một loại nhiên liệu gồm hydrazine hydrate và methanol được gọi là C-Stoff, được đốt cháy với khí thải giàu oxy từ nguyên liệu T-Stoff được sử dụng như là chất oxy hóa, nhằm gia tăng lực đẩy. Đây là cải tiến đáng kể nhất của phiên bản Me 163 B vào cuối năm 1941. Do RLM yêu cầu cần phải có khả năng tăng giảm lực đẩy, kiểu động cơ nguyên thủy đơn giản trở nên phức tạp và kém tin cậy. Loại nhiên liệu mới lại cũng tỏ ra là một sự lựa chọn kém may mắn, vì hydrazine hydrate cũng được dùng để phóng kiểu bom bay V-1 "Doodlebug" và đang bị cung cấp thiếu hụt trong suốt giai đoạn 1943-1945.
Hệ thống nhiên liệu này gây rắc rối một cách đặc biệt, vì sự rò rỉ nhiên liệu khi hạ cánh mạnh có thể gây cháy và nổ. Các ống dẫn nhiên liệu và các chỗ nối được làm bằng kim loại, kỹ thuật tốt nhất có được vào thời đó, thường hư hỏng theo những cách không thể đoán trước được. Cả nhiên liệu và chất oxy hóa đề độc hại và đòi hỏi hết sức thận trọng khi nạp vào khung máy bay; dù vậy cũng đã có trường hợp những chiếc Komet đơn giản nổ tung ngay trên bãi đậu. Bản chất ăn mòn của các chất lỏng buộc phải có quân áo bảo hộ đặc biệt cho phi công.
Hai chiếc nguyên mẫu được tiếp nối bằng 30 chiếc biến thể Me 163B-0 trang bị hai pháo MG 151/20 và khoảng 400 chiếc biến thể Me 163B-1s trang bị hai pháo MK 108 nhưng có các tính năng khác tương tự kiểu B-0. Những trường hợp nêu lên các biến thể B-1a hay Ba-1 trong các tài liệu liên quan đến chiếc máy bay này, nhưng ý nghĩa của tên gọi này không thật rõ ràng. Vào đầu chiến tranh khi các nhà sản xuất máy bay Đức tạo ra các phiên bản nhằm mục đích xuất khẩu, ký tự a (ausland) được thêm cho phiên bản xuất khẩu (B-1a) hay cho biến thể được chế tạo ở nước ngoài (Ba-1); nhưng trong trường hợp chiếc Me 163, không có phiên bản để xuất khẩu hay chế tạo ở nước ngoài. Sau này, ký tự a và các ký tự tiếp nối được sử dụng cho những chiếc máy bay gắn các kiểu động cơ khác nhau (Me 262 A-1a trang bị động cơ Jumo, A-1b với động cơ BMW). Khi chiếc Me 163 được trù định sử dụng động cơ tên lửa BMW P3330A thay thế có thể suy luận rằng ký tự a được sử dụng vào mục đích này cho những kiểu mẫu ban đầu. Tuy nhiên chỉ có một chiếc Me 163 là chiếc V10 được thử nghiệm với động cơ BMW nên tên gọi với ký tự a này nhanh chóng bị loại bỏ.
Tính năng bay của chiếc Me 163 vượt xa những chiếc máy bay tiêm kích trang bị động cơ piston đương thời. Ở tốc độ trên 320 km/h (200 mph) chiếc máy bay sẽ cất cánh theo một cách khởi hành gấp gáp trên bộ càng đáp hai bánh. Chiếc máy bay được giữ ở độ cao thấp cho đến khi đạt được tốc độ có thể lên cao tối ưu khoảng 676 km/h (420 mph), lúc này nó sẽ vứt bỏ các bánh xe và ngóc lên một góc lên cao 70˚ để nhanh chóng bay lên độ cao của những chiếc máy bay ném bom. Nó còn có thể bay cao hơn nếu cần, đạt được độ cao 12.000 m (40.000 ft) trong một khoảng thời gian không tin nổi là chừng ba phút. Sau đó nó sẽ bay ngang và nhanh chóng gia tốc lên đến tốc độ khoảng 880 km/h (550 mph) hay nhanh hơn, mà không có bất kỳ một chiếc máy bay tiêm kích Đồng Minh nào có thể theo kịp. Vì có kiểu cánh mỏng nên nó không chịu ảnh hưởng bởi áp lực nén và những vấn đề về khí động học của nó không nhiều như những chiếc máy bay phản lực đời đầu khác. Hơn thế nữa, chiếc máy bay này tỏ ra nhanh nhẹn một cách đáng kể và bay dễ dàng ở tốc độ cao. Theo Rudolf Opitz, phi công thử nghiệm chính của chiếc Me 163, nó có thể "lượn vòng quanh bất kỳ chiếc máy bay tiêm kích nào khác vào thời đó".
Vào lúc này Messerschmitt hoàn toàn bị quá tải bởi việc sản xuất kiểu máy bay Bf 109 và những nỗ lực nhằm đưa chiếc Me 210 vào hoạt động. Việc sản xuất trong một mạng lưới phân tán được chuyển cho Klemm, nhưng những vấn đề về kiểm tra chất lượng khiến cho công việc sau đó được chuyển cho Junkers, vốn đang rảnh rỗi vì hoạt động dưới công suất vào lúc đó. Cũng như nhiều thiết kế máy bay khác của Đức trong Thế Chiến II, một phần của khung máy bay (đặc biệt là cánh) được làm bằng gỗ, nhằm cho phép các nhà sản xuất đồ gỗ có thể tham gia như những nhà thầu phụ.
Nhằm mục đích huấn luyện những chiếc Me 163A cũ hơn và những chiếc nguyên mẫu Me 163B ban đầu được sử dụng. Nhưng đã có kế hoạch đưa ra phiên bản Me 163 S, vốn tháo bỏ động cơ tên lửa và thùng nhiên liệu để lấy chỗ cho một chỗ ngồi thứ hai dành cho người huấn luyện phía sau phi công. Chiếc 163 S được sử dụng để huấn luyện kỹ năng lượn hạ cánh, vốn như trên đã mô tả rất cần thiết cho việc điều khiển chiếc Me 163. Những chiếc 163 S đã có được nhờ cải biến những chiếc nguyên mẫu Me 163B ban đầu.
Trong hoạt động chiếc Me 163 tỏ ra khó khăn trong việc chống lại máy bay đối phương. tốc độ bay và tốc độ lên cao cực nhanh khiến cho một mục tiêu chỉ đạt tến và vượt qua trong vòng vài giây. Mặc dù chiếc Me 163 là một bệ súng vững vàng, nó đòi hỏi kỹ năng ngắm bắn xuất sắc mới có thể bắn hạ một máy bay ném bom đối phương. Chiếc Komet được trang bị hai khẩu pháo MK 108 30mm vốn có tốc độ bắn tương đối chậm, do đặc tính rơi đạn đạo của loại vũ khí này, có nghĩa là nó chỉ có thể bắn chính xác ở khoảng cách gần, và hầu như không thể bắn trúng một chiếc máy bay ném bom bay chậm khi chiếc Komet di chuyển rất nhanh (thường cần bắn trúng ba phát để hạ một chiếc B-17).

## Lịch sử hoạt động
Chiếc máy bay bắt đầu được đưa ra hoạt động từ năm Hàng không năm 1944. Như được kỳ vọng, chiếc máy bay có tốc độ rất nhanh, và trong một thời gian các phi công tiêm kích Đồng Minh hoàn toàn không biết cách xoay xở chống lại chúng. Những chiếc Komet tấn công từng chiếc một hay từng cặp, thường nhanh hơn những chiếc máy bay tiêm kích Đồng Minh có thể lao vào để tìm cách đánh chặn. Một chiến thuật Me 163 tiêu biểu thường là vọt lên xuyên qua đội hình những chiếc máy bay ném bom ở độ cao 9.000 m (30.000 ft), lên đến độ cao 10.700–12.000 m (35.000–40.000 ft), rồi bổ nhào xuyên qua đội hình đó một lần nữa. Cách tiếp cận này cung cấp cho phi công hai dịp ngắn ngủi để bắn vài phát đạn trước khi lướt trở về sân bay. Các phi công báo cáo có thể lướt qua một chiếc máy bay ném bom bốn lần, nhưng chỉ khi nó bay đơn độc một mình.
Vì buồng lái không được điều áp, trần bay hoạt động thường được giới hạn bởi sực chịu đựng của phi công trong nhiều phút trong lúc phải thở oxy từ mặt nạ mà không bị ngất. Phi công phải trải qua việc huấn luyện trong các buồng mô phỏng độ cao để thích nghi với sự khắc nghiệt khi hoạt động trong không khí loãng của tầng bình lưu mà không mặc bộ quần áo áp suất. Chế độ ăn đặc biệt ít chất xơ được chuẩn bị cho các phi công vì hơi trong đường tiêu hóa sẽ bành trướng nhanh chóng khi chiếc máy bay vọt lên hướng về đội hình những chiếc máy bay ném bom đang bay cao.

## Đặc điểm kỹ thuật (Me 163 B-1)

Me 163

### Đặc tính chung
- Đội bay: 01 người
- Chiều dài: 5,70 m (18 ft 8 in)
- Sải cánh: 9,33 m (30 ft 7 in)
- Chiều cao: 2,75 m (9 ft 0 in)
- Diện tích bề mặt cánh: 18,5 m² (200 ft²)
- Lực nâng của cánh: 213 kg/m² (43 lb/ft²)
- Trọng lượng không tải: 1.905 kg (4.200 lb)
- Trọng lượng có tải: 3.950 kg (8.710 lb)
- Trọng lượng cất cánh tối đa: 4.310 kg (9.500 lb)
- Động cơ: 1 x động cơ tên lửa Walter HWK 109-509A-2 dùng nhiên liệu lỏng, lực đẩy 3.800 lbf (17 kN)

### Đặc tính bay
- Tốc độ lớn nhất: 960 km/h (Mach 0,83, 596 mph)
- Tầm bay tối đa: 40 km (25 mi)
- Thời gian bay: 8 phút
- Trần bay: 12.100 m (39.700 ft)
- Tốc độ lên cao: 61,1 m/s (11.730 ft/min)
- Tỉ lệ lực đẩy/khối lượng: 0,42

### Vũ khí
- 2× pháo Rheinmetall Borsig MK 108 30 mm (60 quả đạn mỗi khẩu)

## Nội dung liên quan
- Hellmuth Walter
- Eric "Winkle" Brown

### Máy bay liên quan
- DFS-39
- DFS-194
- Messerschmitt Me 263
- Mikoyan-Gurevich I-270
- Mitsubishi J8M

### Máy bay tương tự
- Bachem Ba 349
- Bereznyak-Isayev BI-1

### Trình tự thiết kế
Fw 159 - Ju 160 - Bf 161 - He 162/Bf 162 - Bf 163/Me 163 - Me 164 - Fi 166/FK 166 - Fi 167 - Fi 168

### Danh sách liên quan
- Danh sách máy bay chiến đấu
- Danh sách máy bay quân sự Đức Quốc
- Danh sách máy bay trong Chiến tranh Thế giới II
- Danh sách máy bay phản lực trong Chiến tranh Thế giới II
- Danh sách máy bay tiêm kích